# VR46 Racing Team
VR46 Racing Team est une écurie italienne de vitesse moto fondée en 2014 par le nonuple champion du monde Valentino Rossi.
Engagée entre 2014 et 2020 en Moto3, l'équipe intègre la Moto2 en 2017 puis la Moto GP en 2021.
L'équipe est dirigée par Pablo Nieto.
Pour la saison 2021, l'équipe toujours dirigée par Pablo Nieto avec en Moto2, Celestino Vietti et Borja Gómez, et en MotoGP Marco Bezzecchi et Luca Marini.
En 2024, Fabio Di Giannantonio remplace Luca Marini.

## Palmarès
| Année | Nom                        | Classe  | Moto                    | Pilotes                | Courses | Victoires | Podiums | Poles | F. laps | Points | Pos. |
| ----- | -------------------------- | ------- | ----------------------- | ---------------------- | ------- | --------- | ------- | ----- | ------- | ------ | ---- |
| 2014  | Sky Racing Team VR46       | Moto3   | KTM RC250GP             | Romano Fenati          | 18      | 4         | 6       |       | 3       | 176    | 5e   |
| 2014  | Sky Racing Team VR46       | Moto3   | KTM RC250GP             | Francesco Bagnaia      | 18      |           |         |       | 1       | 50     | 16e  |
| 2015  | Sky Racing Team VR46       | Moto3   | KTM RC250GP             | Romano Fenati          | 18      | 1         | 3       | 1     |         | 176    | 4e   |
| 2015  | Sky Racing Team VR46       | Moto3   | KTM RC250GP             | Andrea Migno           | 18      |           |         |       |         | 76     | 14e  |
| 2016  | Sky Racing Team VR46       | Moto3   | KTM RC250GP             | Romano Fenati          | 10      | 1         | 2       | 2     | 2       | 93     | 10e  |
| 2016  | Sky Racing Team VR46       | Moto3   | KTM RC250GP             | Nicolò Bulega          | 18      |           | 2       | 1     | 2       | 129    | 7e   |
| 2016  | Sky Racing Team VR46       | Moto3   | KTM RC250GP             | Andrea Migno           | 18      |           | 2       |       |         | 63     | 17e  |
| 2016  | Sky Racing Team VR46       | Moto3   | KTM RC250GP             | Lorenzo Dalla Porta    | 7       |           |         |       |         | 5      |      |
| 2017  | Sky Racing Team VR46       | Moto2   | Kalex Moto2             | Francesco Bagnaia      | 18      |           | 4       |       |         | 174    | 5e   |
| 2017  | Sky Racing Team VR46       | Moto2   | Kalex Moto2             | Stefano Manzi          | 18      |           |         |       |         | 14     | 25e  |
| 2017  | Sky Racing Team VR46       | Moto3   | KTM RC250GP             | Nicolò Bulega          | 18      |           |         | 1     |         | 81     | 12e  |
| 2017  | Sky Racing Team VR46       | Moto3   | KTM RC250GP             | Andrea Migno           | 18      | 1         | 1       |       | 1       | 118    | 9e   |
| 2017  | Sky Racing Team VR46       | Moto3   | KTM RC250GP             | Dennis Foggia          | 2       |           |         |       |         | 19     | 24e  |
| 2018  | Sky Racing Team VR46       | Moto2   | Kalex Moto 2            | Francesco Bagnaia      |         |           |         |       |         |        |      |
| 2018  | Sky Racing Team VR46       | Moto2   | Kalex Moto 2            |                        |         |           |         |       |         |        |      |
| 2018  | Sky Racing Team VR46       | Moto3   | KTM RC250GP             |                        |         |           |         |       |         |        |      |
| 2025  | Pertimina Enduro Team VR46 | Moto GP | Ducati Desmosedici GP25 | Franco Morbidelli      | 193     | 11        | 27      | 8     |         |        |      |
| 2025  | Pertimina Enduro Team VR46 | Moto GP | Ducati Desmosedici GP25 | Fabio Di Giannantionio | 164     | 4         | 24      | 2     |         |        |      |

## Logos
Pour des raisons de sponsoring, l'équipe porte le nom de Sky Racing Team VR46 de 2014 à 2021, de Mooney VR46 Racing Team de 2022 à 2023 et de Pertamina Enduro VR46 Racing Team depuis 2024.

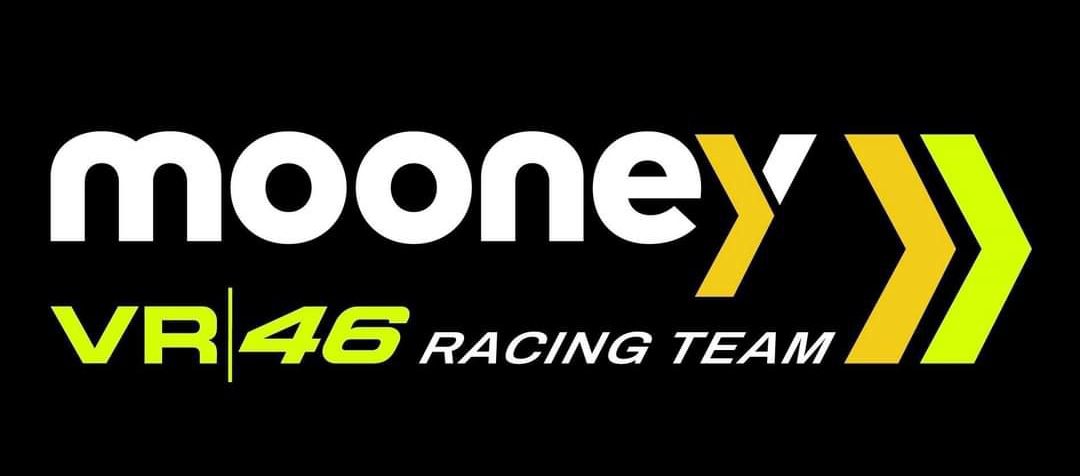
Mooney VR46 Racing
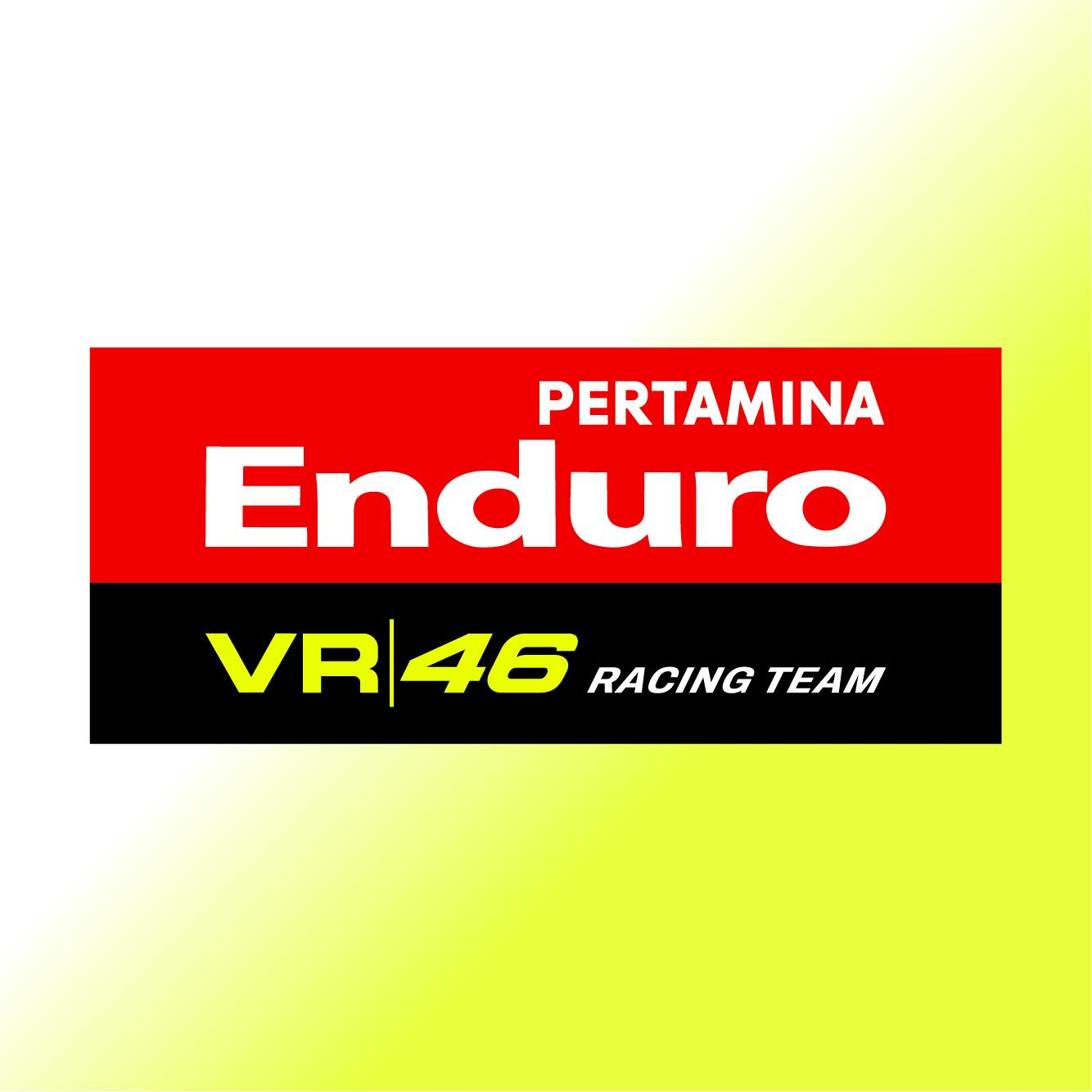
Pertamina Enduro VR46 Racing Team